# Autódromo Termas de Río Hondo
Autódromo Termas de Río Hondo is een permanent circuit in Termas de Río Hondo, Argentinië. Het heeft evenementen als de TC 2000, de Turismo Carretera en de Formule Renault georganiseerd. Het circuit zou de Grand Prix-wegrace van Argentinië organiseren in 2013, maar de veiligheid van het door Repsol YPF gesponsorde Honda MotoGP-team als resultaat van het nationaliseren van hun overheid en de daaropvolgende annulering van de gasexport naar Argentinië dwong het uitstel van het evenement naar 2014.
Nadat door de Italiaanse architect Jarno Zaffelli het circuit werd herbouwd, hield het circuit in 2013 officiële tests van de MotoGP. Ook werden dat jaar de eerste races in het World Touring Car Championship gehouden, gewonnen door de Fransman Yvan Muller en de lokale coureur José María López.